# 345 v.Chr.
Het jaar 345 v.Chr. is een jaartal volgens de christelijke jaartelling. 

## Gebeurtenissen

### Griekenland
- Athene accepteert Philippus II van Macedonië in de Amphictionie, een religieus verbond van Griekse stadstaten.

### Italië
- Marcus Fabius Dorsuo en Servius Sulpicius Camerinus Rufus zijn consul in het Imperium Romanum.

## Geboren
- Demetrius van Phalerum (~345 v.Chr. - ~283 v.Chr.), Atheens redenaar en staatsman
- Timaeus (~345 v.Chr. - ~250 v.Chr.), Grieks historicus

## Overleden
- Hermias van Atarneus, koning van Aeolië